# 想い出にかわる君 〜Memories Off〜
『想い出にかわる君 〜Memories Off〜』（おもいでにかわるきみ 〜メモリーズオフ〜）は、KIDが2002年11月28日にドリームキャストおよびPlayStation 2で発売した恋愛アドベンチャーゲームである。略称「想君」（おもきみ）、「想オフ」（おもオフ）。2004年6月3日にはサクセスからSuperLite2000シリーズ版が発売されている（『Memories Off 〜それから〜』のプロモーションムービー収録、CEROレーティング12才以上対象）。
初代・2ndとキャラクターデザインはささきむつみが担当していたが本作以降では担当していない。また、KIDの作品として初めて「かもめカード」（パスネット）の絵柄にも採用された。
「Memories Offシリーズ」の3作目である。副題は「かけがえのない想い…そして、また」。
2008年8月14日にPlayStation Portableで移植版が発売されている。登場人物達のその後を描いたAfter Storyも収録されている。After Storyはカナタエンドから続いている。

## 概要
季節は前作『Memories Off 2nd』から1年後の夏。シリーズ初登場となる「千羽谷」が舞台となるが、主な物語は学園（千羽谷大学）よりも喫茶店「cubic cafe」で展開する。主人公を中心としたショートストーリーが展開されるため、恋愛のみならず様々な人間模様が描かれている。また、ヒロインたちはカナタを別格として、2人ずつ対になる構成になっている。
本作はさまざまな新要素を投入している。
- シリーズタイトル『Memories Off』がサブタイトル扱い
これは（1 - 2作目と比べて）内容的に冒険しているため[2]。
- 攻略制御仕様の導入
True Story（音緒・カナタ編シナリオ）に入るためには、先にその他のヒロインのシナリオを読了する必要がある。
- 男性キャラクターの充実
女性にも楽しんでもらうため[3]。
- 主要登場人物が高校生から大学生に
シナリオの対象年齢を前作からやや上げてある。

しかし、これらの試みすべてが歓迎されたわけではなく、若いユーザーからは多くの批判が寄せられた。製作側としては、対象年齢引き上げには固定ファンの成長に合わせる意図があったのだが、アンケートハガキの結果によるとファンの平均年齢は18歳前後であり、前作と大差なかった。つまり上の年齢層が抜けて、新規の若いファンが加わっていたことになる。これを受けて、次回作『Memories Off 〜それから〜』は再び高校が舞台になった。

## シナリオ
個性的な面々に囲まれつつ平和な日常を過ごす平凡な大学生・加賀正午。ところがその平和な日常の中に突如として昔の彼女、黒須カナタが現れた! 動揺する正午、過去を語ろうとしないカナタ。同じころ、正午の身の回りにはフードジャーナリスト志望の少女、歩けないながらも元気な性格の女の子、底抜けに明るい芸術女子大生、ミステリアスな黒服女、当たり屋的フリーター少女、天然系放浪少女など個性的な女の子が次々に現れて……。

## 登場人物
Memories Offシリーズの登場人物の項も参照。
加賀 正午（かが しょうご）
声：下野紘
主人公。千羽谷大学に通う大学生。以前カナタと交際していた。9月14日生まれ。

### ヒロイン
黒須 カナタ（くろす かなた）
声：福井裕佳梨→村田あゆみ（OVA以降）
以前正午と交際していたが彼女の転校により破局。現在の仕事について語ろうとしない。10月28日生まれ。
荷嶋 音緒（かしま ねお）
声：清水愛
千羽谷第一高校2年。フードジャーナリスト志望で、新しいデザートを見つけると妹のために買っている。4月3日生まれ。
荷嶋 深歩（かしま みふ）
声：白鳥由里
音緒の妹。千羽谷第一高校1年。脚が不自由で車いすに乗っているが、それをものともしない明るさが特徴。 花が大好き。5月19日生まれ。
鳴海 沙子（なるみ いさこ）
声：川澄綾子
千羽谷大学法学部1年。格闘技の心得により、冷たい雰囲気に拍車がかかっている。過去に作中の人物との因縁がある。10月24日生まれ。
北原 那由多（きたはら なゆた）
声：高橋美佳子
千羽谷大学芸術学部1年。性格はとても明るく、同じ家に住んでいる沙子とは対照的。自宅のガレージは彼女によってアトリエに改造されている。3月15日生まれ。
児玉 響（こだま ひびき）
声：浅野真澄
感情がすぐ表に出る性格のフリーター。他人が持っている者を強引に手に入れようとするところも。8月13日生まれ。
百瀬 環（ももせ たまき）
声：沢城みゆき
私立仁成高校2年。口調がゆっくりでおとなしい性格。千羽谷を訪れた際に修学旅行から抜け出しトビーの露店を手伝っている。2月5日生まれ。

### サブキャラクター
シン（稲穂 信、いなほ しん）
声：間島淳司
前作までとは、髪を伸ばし一風変わった芸風で登場する。口癖は「ナマステー」（インド語での「こんにちは」）。インドに旅行中に財布を無くし困っていたところをテンチョーに助けられたことで知り合い、そのため彼には頭がまったく上がらない。また、最近パソコンの知識を蓄え始めたようである。1月4日生まれ。
テンチョー（田中 一太郎、たなか いちたろう）
声：岩田光央
cubic cafeの店長。実家は花屋。脱サラしてカフェを立ち上げた。歳のわりに若く見える童顔であるがかなりの毒舌家であり、店の料理にこだわりをもつ頑固な一面を持つ。9月8日生まれ。
弟もカフェをやっているようである。31歳。
マグロー（力丸 真紅郎、りきまる しんくろう）
声：宮田幸季
実家の魚屋を手伝いをしている。5月5日生まれ。トビーを慕っている様である。とあるルートのシナリオではトビーとマグローの過去の関係が描かれている。
トビー（飛田 扉、ひだ とびら）
声：志倉千代丸
やばい商売に手を染めている陰湿な男。片足をなくしている。
湊 都子（みなと みやこ）
声：里見はるか
千羽谷大に通う那由多の先輩。キュービックカフェでバイトしている。
山下2.5号（やました2.5ごう）
声：西垣俊作
那由多の所属するグループの人物ですでに成人しているようである。那由多を気に入っていて、何かと正午の邪魔をしてくる。なお彼が来ているTシャツを登場順に並べると我田引水となる。
今坂 唯笑（いまさか ゆえ）
声：那須めぐみ
『1st』の主人公三上智也の幼馴染であり過去を乗り越えて今は恋人として付き合っている。
今は看護師になるために看護学校に通っている。信の愛犬「トモヤ」の事は「ケン」と呼んでいる。これは前作主人公伊波健からのもの。7月12日生まれ。
霧島 小夜美（きりしま こよみ）
声：浅野るり
『1st』の登場人物の一人。正午の先輩で正午とは新歓コンパの時に出会った。5月3日生まれ。
白河 静流（しらかわ しずる）
声：菊池志穂
『2nd』のヒロイン白河ほたるの姉で正午の先輩。プロレス好きも相変わらずで小夜美共々正午に技をかけている。6月30日生まれ。

## スタッフ
- シナリオ : 緑犬ふう
- キャラクターデザイン : 松尾ゆきひろ、輿水隆之
- 音楽 : 阿保剛、林克洋
  - OP : リプレイマシン
    - 作詞、作曲 : 志倉千代丸、編曲 : 磯江俊道 / 歌 : 水樹奈々

  - ED1 : この星に生まれて
    - 作詞、作曲、編曲 : 志倉千代丸 / 歌：清水愛

  - ED2 : インモラル・インパルス
    - 作詞、作曲 : 志倉千代丸、編曲 : loose@rouse / 歌 : 宮村優子

  - PSP版OP : 君の描片 〜キミノカケラ〜 
    - 作詞 : 彩音、作曲・編曲 : Tatsh / 歌 : 彩音

## OVA
スタッフ
- 監督・撮影監督 - 所俊克
- キャラクターデザイン・作画監督 - 乙幡忠志、桜井このみ（第2巻）
- 構成 - 日暮茶坊
- 脚本 - 静谷伊佐夫、瀧本正至（第2巻）
- 演出 - 下田久人
- 美術監督 - 宮前光春（第1巻）、本田修羽（第2巻）
- 色彩設定 - のぼりはるこ
- 編集 - 岡田輝満
- 音楽 - 酒井良
- 音響監督 - 千葉繁
- プロデューサー - 佐久間敏郎、斎木隆
- 制作プロデューサー - 岡尾貴洋
- アニメーション制作 - ピクチャーマジック、陸演隊
- 製作・著作 - メモオフ3.5製作委員会

主題歌
オープニングテーマ「Dry words,Dry maker」
作詞・作曲 - 志倉千代丸 / 編曲 - 磯江俊道 / 歌 - 浅野真澄
エンディングテーマ「Shining star」
作詞・作曲 - 志倉千代丸 / 編曲 - 磯江俊道 / 歌 - 村田あゆみ

### 各話リスト
| 話数  | タイトル                              | 発売日        | 備考                                   |
| ----- | ------------------------------------- | ------------- | -------------------------------------- |
| 第1話 | Memories Off 3.5 想い出の彼方へ Vol.1 | 2004年5月12日 | サイトロン・デジタルコンテンツより発売 |
| 第2話 | Memories Off 3.5 想い出の彼方へ Vol.2 | 2004年6月23日 | サイトロン・デジタルコンテンツより発売 |

## 関連商品

### CD
サイトロン・デジタルコンテンツより発売。
- 想い出にかわる君 メモリーコレクション
  - Vol.1 黒須カナタ
  - Vol.2 荷嶋深歩
  - Vol.3 北原那由多
  - Vol.4 荷嶋音緒
  - Vol.5 鳴海沙子
  - Vol.6 百瀬環
  - Vol.7 児玉響
- 想い出にかわる君〜Memories Off〜 サウンドコレクション
- 想い出にかわる君〜Memories Off〜 ボーカルコレクション
- 想い出にかわる君〜Memories Off〜 ドラマCD
- 想い出にかわる君〜Memories Off〜 ドラマベスト

### 小説
日暮茶坊作、エンターブレインより発売。
- 想い出にかわる君 Memories Off - 偽りの神様（上） ISBN 4-7577-1243-X
- 想い出にかわる君 Memories Off - 偽りの神様（下） ISBN 4-7577-1320-7
- 想い出にかわる君 Memories Off - 灯の街 ISBN 4-7577-1425-4

### 漫画
エンターブレインより発売。
- 想い出にかわる君 〜Memories Off〜 アンソロジーコミック マジキューコミックス ISBN 4-7577-1389-4